# Nati nel 1273
| Questa pagina contiene informazioni ricavate automaticamente dalle voci biografiche con l'ausilio del template Bio e di un bot. L'aggiornamento è periodico e automatico e ricostruisce completamente la pagina. Se manca una persona in questa lista, sei pregato di non aggiungerla, ma accertati piuttosto che la sua voce biografica contenga il template Bio e che i dati anagrafici siano correttamente compilati. Se il template Bio manca, inseriscilo tu stesso o, in alternativa, metti l'avviso {{tmp\|Bio}} che ne segnala la mancanza. Se i dati riportati sono sbagliati, correggi direttamente la voce biografica; le modifiche saranno visibili in questa lista entro pochi giorni. Per chiarimenti vedi il progetto biografie. La lista contiene solo le 9 persone che sono citate nell'enciclopedia e per le quali è stato implementato correttamente il template Bio. Pagina aggiornata al 10 feb 2025. |

- 14 gennaio - Giovanna I di Navarra, regina († 1305)
- 25 marzo - Henry de Percy, I barone Percy, nobile britannico († 1314)
- 24 novembre - Alfonso Plantageneto, conte di Chester, conte inglese († 1284)
- Abulfeda, storico curdo († 1331)
- Davide VIII di Georgia, re († 1311)
- Mary Bruce, nobile scozzese († 1323)
- Margherita d'Angiò, francese († 1299)
- Violante d'Aragona e Sicilia, duchessa († 1302)
- Maria di Cipro, regina cipriota († 1319)